# Carl Wilhelm Asher
Carl Wilhelm Asher (* 30. November 1798 in Altona; † 29. September 1864 in Hamburg) war ein deutscher Jurist und Publizist.

## Leben
Asher besuchte die Schule von Arnold Dietrich Schröder und das Johanneum, studierte von 1817 bis 1820 Jura in Göttingen, Berlin und Bonn, wo er am 17. Juni 1820 als erster Student überhaupt in beiden Rechten promovierte und wird am 8. Dezember 1820 in Hamburg als Advokat zugelassen. 1820 wurde er in Bonn Mitglied der Alten Bonner Burschenschaft / Allgemeinheit. Asher blieb bis 1834 als Advokat eingeschrieben, war aber 1832/33 Redakteur der Neuen Zeitung. Er gründete 1834 die Hamburgische Zeitschrift für Politik, Handel und Handelsrecht und wurde zudem als Kriminalaktuar (Untersuchungsrichter) berufen, ein Amt, das er bis 1843 innehatte. Seit 1835 wirkte er bei den Eisenbahnplanungen verschiedener Hamburger Komitees als Sekretär mit. 1843–51 vertrat er den Hamburger Senat bei der Direktion der Berlin-Hamburger Eisenbahn-Gesellschaft in Berlin. 1861 wird er Senatssekretär in Hamburg, starb aber schon drei Jahre später.
Asher war ein vielseitig gebildeter Mann, der als Schriftsteller auf dem Gebiet des Strafrechts, besonders des Gefängniswesens, des Armenwesens, der Handelswissenschaft, der Nationalökonomie und Statistik vielfach tätig war. Durch seine Vertrautheit mit der Literatur Frankreichs, Großbritanniens und Nordamerikas auf diesen Gebieten konnte er der deutschen Fachwelt manche größere Leistungen des Auslandes zugänglich machen. Er verkehrte mit Cobden, Prince-Smith und David. Als Vertreter von Lübeck und Hamburg nahm er an allen statistischen Kongressen teil, zuletzt an dem Berliner von 1863. Auf dem statistischen Kongress in London präsidierte er der Abteilung für Criminalia. Er war Ehrenmitglied vieler gelehrter Gesellschaften und Mitbegründer des Vereins für Hamburger Statistik [1853], korrespondierendes Mitglied der Statistischen Zentralkommission von Belgien und der Statistischen Gesellschaften in Frankfurt a. M. und in London.
Im Jahre 1824 ist er in die Hamburger Freimaurerloge Absalom aufgenommen worden, deren Meister vom Stuhl er von 1842 bis 1843 war; von 1852 bis 1859 war der Meister vom Stuhl der Loge Ferdinand zum Felsen ebendort. Die Großloge von Hamburg ernannte ihn zum Ehrenmitglied.

## Familie
Asher entstammt einer jüdischen Familie, die 1810 konvertierte. Seine Eltern waren Ludewig Matthias Asher (* 1769 in Lübben), Kaufmann und Bankier in Hamburg, und Anna Mariane Hedwig Philipson (* um 1772 in Altona). Diese ist eine Schwester von Johann Jacob Martin Philippi, Enkelin von Alexander David.
Er heiratete in Lübeck am 2. September 1836 Bertha Henriette von der Hude (1809–1843), Tochter des Bernhard Heinrich von der Hude (1768–1828), Pastor an der Marienkirche in Lübeck, und der Margaretha Henriette Heyn. Gemeinsamer Sohn war Heinrich Asher, Notar in Hamburg. Sein Bruder war der Maler Louis Asher, seine Enkelin die Porträtmalerin Helene von der Leyen. Die Tochter Bertha Henriette (1842–1926) heiratete den Gynäkologen Rudolph Dohrn.

## Publikationen
Er schrieb u. a. über Handelsrecht, Seevölkerrecht, Strafrecht, Polizei-, Gefängnis- und Armenwesen, Kriminalstatistik, Handels-, Eisenbahn- und Schifffahrtspolitik. Seine zahlreichen Schriften bis zum Jahre 1851 enthält das Hamburger Schriftstellerlexikon Bd. I. S. 102 ff., dies sind u. a.:
- „Mittheilungen über Handelsrechtsfälle aus der engl. Praxis“ in „Neues Archiv f. Handelsrecht“ Bd. I. S. 214
- „Zur Lehre von der Haftung des Rheders für auf dem Schiffe ruhende Verbindlichkeiten“, in „Neues Archiv f. Handelsrecht“ Bd. I. S. 395
- Übersetzungen von Tooke „History of prizes“
- Übersetzungen von Adam Smith, „On the wealth of nations“